# Мужская работа (фильм)
«Мужская работа» (фин. Miehen työ) — драма финского режиссёра Алекси Салменперя, вышедшая в 2007 году. Фильм выдвигался от Финляндии на 80-ю кинопремию Оскар на премию за лучший фильм на иностранном языке, но в число номинантов не вошёл. Фильм также номинировался на Золотого Георгия.

## Сюжет
Главный герой фильма, Юха — типичный мужчина средних лет, семьянин, отец трёх детей. Однако, его жизнь меняется, когда он теряет работу. Но он скрывает это от своей жены, чтобы не выглядеть неудачником. Неожиданно для себя, Юха находит достаточно быстрый способ заработка, что неизбежно приводит к проблемам в семье.

## В ролях
| Актёр            | Роль   |
| ---------------- | ------ |
| Томми Корпела    | Юха    |
| Мария Хайсканен  | Katja  |
| Яни Воланен      | Olli   |
| Стэн Саанила     | Jamppa |
| Конста Пюлкконен | Akseli |
| Вилма Ютилайнен  | Oona   |